# یوگنی ایفچنکو
یوگنی ایفچنکو (روسی: Евгений Ивченко؛ ۲۶ ژوئن ۱۹۳۸ – ۲ ژوئن ۱۹۹۹) ورزشکار دو و میدانی اهل اوکراین بود.